# Československá basketbalová liga žen 1955/1956
Československá basketbalová liga žen 1955/1956 byla nejvyšší ligovou basketbalovou soutěží žen v Československu. Počet družstev byl 9. Titul mistra Československa získal tým Slovan Orbis Praha, na druhém místě se umístil klub Spartak Praha Sokolovo a na třetím Slovan Bratislava. Slovan Orbis Praha o mistrovském titulu rozhodl zásluhou lepšího skóre.
- Slovan Orbis Praha (trenér Svatopluk Mrázek) v sezóně 1955/56 získal druhý titul mistra Československa (celkem jich získal devět). Hráčky družstva patřily mezi opory reprezentačního družstva Československa. Trenér družstva vedl zároveň i družstvo mužů.
- Slavia Pedagog Praha před sezónou 1955/56 odstoupila ze soutěže, která proto měla jen 9 účastníků a hráčky přestoupily do Spartaku Praha Sokolovo.

Konečné pořadí ligy 

1. Slovan Orbis Praha (mistr Československa 1956) - 2. Spartak Praha Sokolovo - 3. Slavia Brno - 4. Slovan ÚNV Bratislava - 5. Slavia Praha ITVS - 6. Lokomotíva Bratislava - 7. Slavia Chemik Bratislava - 8. Tatran Ostrava - 9. Slovan Plzeň

## Systém soutěže
- Všechna družstva hrála dvoukolově každý s každým (doma - venku), každé družstvo 16 zápasů.

| Poř. | Tým                      | Z  | V  | P  | Skóre    | Body |
| ---- | ------------------------ | -- | -- | -- | -------- | ---- |
| 1.   | Slovan Orbis Praha       | 16 | 15 | 1  | 1289:714 | 31   |
| 2.   | Spartak Praha Sokolovo   | 16 | 15 | 1  | 1198:625 | 31   |
| 3.   | Slavia Brno              | 16 | 11 | 5  | 934:796  | 27   |
| 4.   | Slovan ÚNV Bratislava    | 16 | 10 | 6  | 949:762  | 26   |
| 5.   | Slavia Praha ITVS        | 16 | 8  | 8  | 746:919  | 24   |
| 6.   | Lokomotíva Bratislava    | 16 | 6  | 10 | 805:830  | 22   |
| 7.   | Slavia Chemik Bratislava | 16 | 3  | 13 | 732:1050 | 19   |
| 8.   | Tatran Ostrava           | 16 | 2  | 14 | 681:1111 | 18   |
| 9.   | Slovan Plzeň             | 16 | 2  | 14 | 651:1198 | 18   |

## Sestavy (hráčky, trenéři) 1955/1956, 1956/1957
- Slovan Orbis Praha: Dagmar Hubálková, Jaroslava Dubská-Čechová, Zdeňka Kočandrlová-Moutelíková, Eva Křížová (Škutinová-Dobiášová), Stanislava Theissigová-Hubálková, Hana Myslilová-Havlíková, Jaroslava Majerová-Ŕepkovä, Eva Hegerová-Šuckrdlová, Machovská, Hrníčková, Miroslava Kasová, Mayerová-Paulová. Trenér Svatopluk Mrázek
- Spartak Praha Sokolovo: Hana Kopáčková-Ezrová, Helena Adamírová-Mázlová, Milena Vecková-Blahoutová, Jiřina Štěpánová, Ludmila Ordnungová-Lundáková, Olga Fikotová, Lodrová-Janďourková, Miroslava Kasová, Zívrová, Fárová-Holubovä, Slavíková, Neradová, Hrašová, Nemecká, Miškovská. Trenér Jiří Adamíra
- Slavia Brno: Miroslava Štaudová-Tomášková, Věra Horáková-Grubrová, Jaroslava Súkaná-Mohelská, Jiřina Holešovská, O. Mikulášková, Cihlářová, Zezulová, M.Böhmová, Koutná, Pelikánová, Potočková-Živelová. Trenér Jiří Štaud
- Slovan ÚNV Bratislava: Olga Blechová-Bártová, Hana Veselá-Boďová, Zlatica Mílová, Edita Uberalová-Príkazská, Adašková-Barošová, Hájeková-Sucháňová, Meszárošová, Cagáňová, Smetanová, Labudová, Grófová, Davidová. Trenér Kurt Uberal
- Slavia Praha ITVS: Jarmila Šulcová-Trojková, Julie Žižlavská-Koukalová, Alena Dolejšová-Plechatová, Chudá, Raková, Novotná, Černá, Lautererová, Šípová, Frančíková, Maliarová, Vostřelová, Augustínová. Trenér Lubomír Dobrý
- Lokomotiva Bratislava: Antonína Nováková-Záchvějová, Valéria Tyrolová, Marta Tomašovičová, Javorská, Kluvánková-Vranková, Dohňanská, Žambochová, Reltovová, Hazafiová, Bihelerová, Ševčíková, Ochotnícka. Trenér Ján Hluchý
- Slavia Bratislava: Edita Uberalová-Príkazská, Helena Strážovská-Verešová, Forbaková, Ocelíková, D. Holubová, A. Holubová, Kneppová, Schwarzová, Cibulková, Izáková, Horanská, Važanová, Marková. Trenér O. Veselý
- Tatran Ostrava: A.Böhmová-Vejsová, Šejnohová-Knížková, Sobotová-Horká, Lendlová-Jeništová, Šumanská-Malíková, Mašlonková, Dorotíková, Doleželová, Měrková, Petráková, Frimlová-Borovcová, Nováková, Křížková, Schôngutová, Ratajová, Noušová, Šumanská-Malíková, Bechná. Trenér J. Sanetřík (1956), M. Moučka (1957)
- Dynamo Praha: Zdeňka Ladová-Kopanicová, Kotálová, Kaucká, Trefná-Laucká, Balounková, Nejedlá, Konšelová, Pavlíčková, Vlasáková, Trojánková, Michovská.
- Slovan Plzeň: Sedláčková, Kučerová, Langová, Nová, Konstantová, Vrbová, Kellnerová, Popperová, Samuhelová, Blažková, Rutarová, Zlatková. Trenér F. Řezáček

## Zajímavosti
- Mistrovství Evropy v basketbale žen 1956 se konalo v Československu (Praha) v červnu 1956 za účasti 16 družstev. Mistrem Evropy byl Sovětský svaz, Maďarsko na 2. místě, Československo na 3. místě, Bulharsko na 4. místě. Československo na ME 1956 hrálo v sestavě: Dagmar Hubálková 125 bodů /7 zápasů, Jiřina Štěpánová 123 /7, Helena Adamírová-Mázlová 112 /7, Milena Vecková-Blahoutová 80 /7, Jaroslava Dubská-Čechová 56 /8, Zdeňka Kočandrlová-Moutelíková 56 /7, Stanislava Theissigová-Hubálková 53 /7, Miroslava Štaudová-Tomášková 50 /4, Věra Horáková-Grubrová 36 /5, Eva Křížová (Škutinová-Dobiášová) 28 /6, Hana Myslilová-Havlíková 25 /4, Hana Kopáčková-Ezrová 15 /6, Matyla Meszarosová 10 /2, 0lga Bártová 2 /1, celkem 771 bodů v 8 zápasech (7 vítězství, 1 porážka). Trenéři Lubomír Dobrý, Jiří Adamíra